# Ромбіоло
Ромбіоло (італ. Rombiolo, сиц. Rumbiolu) — муніципалітет в Італії, у регіоні Калабрія,  провінція Вібо-Валентія.
Ромбіоло розташоване на відстані близько 480 км на південний схід від Рима, 65 км на південний захід від Катандзаро, 11 км на південний захід від Вібо-Валентії.
Населення — 4622 особи (2014).
Щорічний фестиваль відбувається 29 вересня. Покровитель — святий Архангел Михаїл.

## Демографія
Населення за роками:

Станом на 1 січня 2023 року в муніципалітеті офіційно проживали 183 іноземці з 21 країни, серед них 123 громадяни країн Євросоюзу та 4 громадяни України.

## Сусідні муніципалітети
- Філандарі
- Лімбаді
- Сан-Калоджеро
- Спілінга
- Цунгрі